# 中森明穗
中森明穗（日语：／ Nakamori Akiho，1966年10月12日—2019年5月27日），日本女演員，出身於東京都清瀨市。她是歌手中森明菜的妹妹，在家裡六個兄弟姊妹中排行最小。

## 略歷
1987年出道，最初的工作為擔任廣播節目主持人，後來參與富士電視台電視劇《スケバン保母さん ツッパリ風雲録》及TBS電視台電視劇《赤ちゃんに乾杯!》演出。當時包括《GORO》等部分雜誌也將名字「穂」寫作「穗」。1988年，推出包含半裸畫面的寫真集及影片。
離開演藝圈後，2010年曾遭遇交通事故，之後健康每況愈下。2019年5月27日，因肝硬化逝世，享年52歲。

## 演出

### 電視劇
- 週一電視劇園地（日语：月曜ドラマランド）《スケバン保母さん ツッパリ風雲録》（富士電視台系、1987年7月6日、主演）
- 《赤ちゃんに乾杯!（日语：赤ちゃんに乾杯!）》（TBS系、1987年10月10日 - 12月26日）

### 雜誌
- 《GORO（日语：GORO）》（小學館、1987年9月24日）
- 《平凡パンチ（日语：平凡パンチ）》（Magazine House、1988年10月27日）
- 《FLASH（日语：FLASH (写真週刊誌)）》（光文社、1988年11月22日）

## 作品

### 寫真集
- 《中森明穂写真集 1988夏》（白夜書房、1988年10月15日）

### 影片
- 《妹（いもうと）》（Power Sports（日语：ダイヤモンド映像）、1988年11月）